# جزر سينكاكو

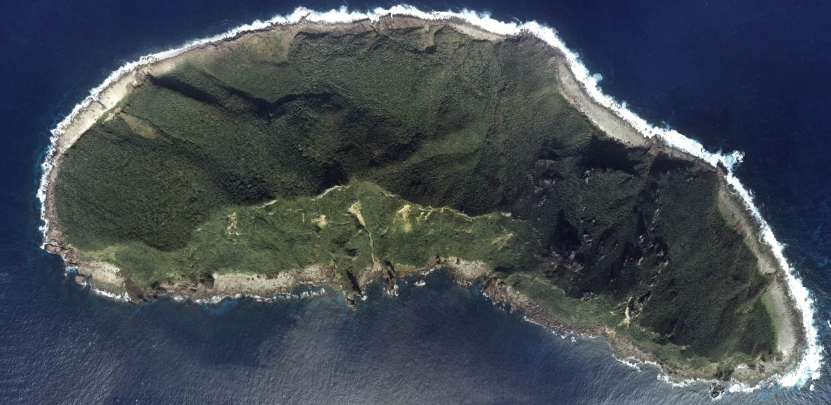
جزر سينكاكو

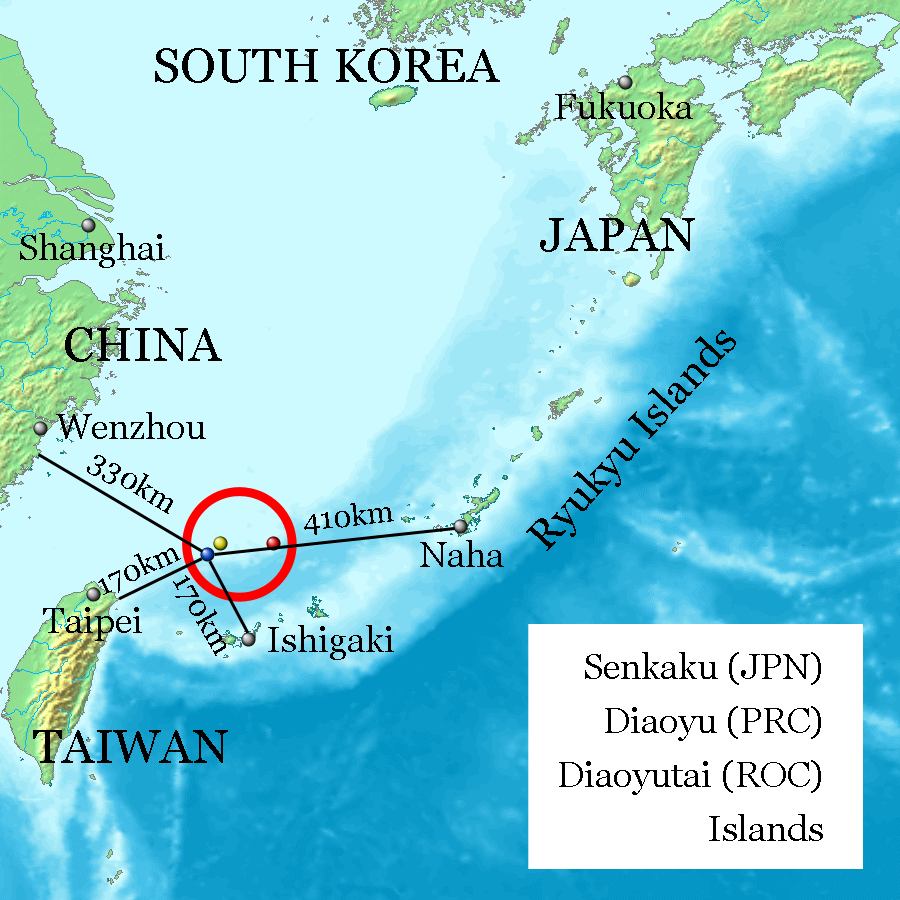
جزر سينكاكو

جزر سينكاكو ، هو الاسم الياباني المتعارف عليه للجزر المتنازع عليها بين الصين و اليابان ( (باليابانية: 尖閣諸島), Senkaku-shotō) أو بالصينية (دياويو) (Diaoyu(tai .
و هذه الجزر غير مأهولة بالسكان، وتمتد مجموعة الجزر هذه على الجرف القارّي لبحر الصين الشرقي بحيث تبعد حوالي 170 كم شمالي تايوان و حوالي 400 كم غربي أوكيناوا كما تبعد عن جزيرة إشيجاكي اليابانية حوالي 170 كم، وتبعد أقرب نقطة من البر الصيني عن الجزر حوالي 300 كم . و تمت إعادة السيطرة عليها من قبل اليابان عام 1972. و قد طالبت كل من جمهورية الصين الشعبية وجمهورية الصين (تايوان) باستقلال هذه الجزر منذ عام 1970-1971 .
يتبع الأرخبيل إدارياً محافظة أوكيناوا .

## وصلات خارجية
- صفحة جزر سينكاكو - الموقع الرسمي للوزارة الخارجية اليابانية بالعربية